# 外來者
外来者是一个马来语短语，原本字面的意思是指“外国人”或“外来移民”。这个词语被用来指代外国移民，尤其是非法移民，但已被马来民族主义政客用作贬低非土著马来西亚人的差别用语。

## 差别用语
在马来西亚政治背景之下，“外来者”一词通常被用作对非土著的华人和印度人的种族歧视语。

### 马来亚独立以前

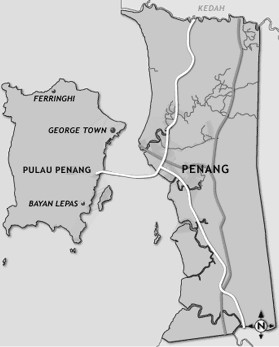
1950年代初期，槟城有活跃的海峡华人分离运动，鼓动反对马来人至上主义

马来亚独立以前，海峡殖民地华人开始积极的参与地方政治，尤其是在槟城有活跃的华人分离运动。与马来人相比起来，他们更认同英国人，尤其对被称为“pendatang asing”感到愤怒。他们既不认同马来民族团结组织（巫统），也不信任马来亚华人公会（马华公会），认为巫统和马来极端分子有意扩大马来人特权，并限制华人的权利，但马华公会太过“自私”，无法依靠马华公会保护华人利益。
1940年代末，他们已经表达出愤怒，当时政府提议修改《流放条例》，意图放逐“卷入暴力行为”的马来亚人，即将海峡殖民地出生者放逐到他们祖先的故乡。对于大多数土生土长的海峡华人来说，这是一个令人反感的提议。
他们也对海峡殖民地与马来亚的合并感到不安，对他们想象中的“巫来由人的马来亚”没有归属感，在那里他们不被视为“bumiputra”。一位海峡华人领袖愤怒地宣称：“我可以说比今天生活在这里的99%马来人，更像‘槟城原住民’（Anak Pulau Pinang）。” 然而，由于政府坚决拒绝槟城脱离联邦的想法，分离运动最终逐渐平息。

### 马来亚独立之后
“外来者”一词具有强烈的隐含意义，常用于激烈的政治场合。例如，1969年发生的513事件，官方解释是马来人与华人互相侮辱，引起的一起种族冲突事件。
1986年11月，以马华公会署理总会长李金狮为首的雪兰莪州联委会，在年度代表大会上通过一项决议案，该项决议指出“马来西亚的三大民族都是来自其他国家，因此没有任何一民族可称他族为移民，及自称土生民族。” 这被保守的马来人群体解释为挑战马来人的土著地位，并引致巫统成员呼吁解除李金狮的职务。 最终双方达成妥协，“pendatang”一词不会被用来描述任何族群，马来人的土著地位也不会受到质疑。在此期间，亲华人组织与巫统经常互相侮辱对方，尤其是巫统青年团领袖纳吉·阿都拉萨。1987年，吉隆坡甘榜峇鲁的一次政治集会，悬挂的横幅上写着“撤销那些反对马来统治者的公民身份”、“513已经开始”、“用华人的鲜血清洗马来短剑”。
2004年几乎爆发紧张局势，当时提议开放10%学生名额给非土著和外国学生，入读仅限土著学生的玛拉工艺大学，马来媒体评论是“外来者对马来人权利的大胆挑战”。

### 对其适当性的争论
反对派媒体认为，使用“pendatang asing”这类短语的民族主义者，普遍以此证实他们认为非马来裔被视为马来西亚二等公民的信念；同时，使用“pendatang asing”是不恰当的贬义词，因为包括几乎所有马来西亚君主和首相在内的许多马来人，都有来自马来亚半岛之外的祖先血统。

## 非法移民
自1980年代马来西亚首次经历经济扩张以来，已经见证来自印度尼西亚、菲律宾、越南和缅甸等许多邻国的大量移民和外国人涌入；最近，马来西亚成为许多正在寻找工作的孟加拉人、印度人和巴基斯坦人的目的地。虽然许多人合法进入马来西亚，但马来西亚的劳动力短缺鼓励许多雇主聘请非法移民。